# Байджи
Байджи (араб. بيجي‎) — город в Ираке в провинции Салах-эд-Дин.
Расположен примерно в 200 км к северо-западу от Багдада, на дороге в Мосул, на высоте 125 м над уровнем моря.

## Экономика
Байджи является одним из крупнейших промышленных центров Ирака. Здесь имеются предприятия нефтеперерабатывающей, химической и оружейной промышленности.